# 내강

소화관의 횡단면. 가운데의 빈 공간이 내강이다.

내강(內腔, 영어: lumen)은 동맥이나 소화관과 같은 관상 구조 내부의 비어 있는 공간이다. 의미의 확장으로 인하여, 내강은 소포체와 같은 세포의 구성 요소의 내부의 비어있는 공간을 의미하기도 한다.

## 같이 보기
- 틸라코이드